# Pardosa afflicta
Pardosa afflicta este o specie de păianjeni din genul Pardosa, familia Lycosidae. A fost descrisă pentru prima dată de Holmberg, 1876. Conform Catalogue of Life specia Pardosa afflicta nu are subspecii cunoscute.